# گایانه مکرتچیان (بدمینتون‌باز)
گایانه مکرتچیان (ارمنی: Գայանե Մկրտչյան؛ انگلیسی: Gayane Mkrtchyan؛ ۱۹۷۶) یک بدمینتون‌باز زن اهل ارمنستان است .